# Federico Salas Lotfe
Federico Salas Lotfe (* 18. September 1955 in Mexiko-Stadt) ist ein mexikanischer Botschafter. Er war vom 30. Mai 2001 bis ins Jahr 2007 Botschafter in Prag und seit dem 14. Juni 2007 Botschafter in Tel Aviv.
Er hat einen Bachelor von der Harvard University und einen Master-Abschluss in Politologie an der El Colegio de México. Für das Ministerium für Auswärtige Angelegenheiten war er Abgeordneter bei der UN von 1983 bis 1988. Er war Generaldirektor vor internationale Organisationen und Berater des Stabschefs von 1988 bis 1989 und von Januar 1998 bis Dezember 2000 war er Stabschef und Direktor der Planungspolitik. Er ist ein Mitglied der Mexikanischen Außendelegation seit 1991 und wurde Botschafter am 23. Januar 2000.
Er war zudem Professor für Außenpolitik und internationale Beziehungen an vielen mexikanischen Universitäten und den diplomatischen Schulen des Außenministeriums. Er veröffentlichte viele Artikel über internationale Politik und die Außenpolitik Mexikos.
| Vorgänger                    | Amt                                                           | Nachfolger                 |
| ---------------------------- | ------------------------------------------------------------- | -------------------------- |
| Gonzalo Aguirre Enrile       | Mexikanischer Botschafter in Prag 30. Mai 2001 bis 2007       | José Luis Bernal Rodríguez |
| Carlos Marcelino Rico Ferrat | Mexikanischer Botschafter in Tel Aviv 14. Juni 2007 bis jetzt | —                          |